# Árkosi Mihály Benedek
Árkosi Mihály Benedek (Árkos, 1614 körül – ?, 1650 után) erdélyi pedagógus, a gyulafehérvári református kollégium tanára.

## Élete
Felsőbb tanulmányait Gyulafehérváron végezte, majd Hollandiában volt peregrinus diák. Huszonnyolc évesen, 1642. május 8-ától a leideni, november 21-étől a franekeri, végül 1643. október 18-ától a groningeni egyetem teológushallgatója volt. Erdélybe hazatérve 1647-től a gyulafehérvári református kollégium egyik rektora (osztálytanára) volt. 1649-ben a puritánus mozgalomban való részvétele ürügyül szolgált ideiglenes elmozdításához a kollégiumból, de 1649 októberében már ismét a fehérvári skólában tanított. 1650-ben még biztosan Gyulafehérváron tanított, de ezt követően sorsa ismeretlen. Tanítványai közé tartozott Apáczai Csere János, akinek puritánus eszmeiségéhez bizonyosan hozzájárult a fehérvári tanár, arról pedig Apáczai maga emlékezett meg, hogy Árkosi ösztönözte a héber nyelv tanulására.